# Brynäs IF
Brynäs Idrottsförening (Brynäs IF) er en idrætsforening i Gävle, Sverige, grundlagt i 1912. Klubmærket, et trekløver i guld, blev tegnet af Gösta Wikström i 1913.
Foreningen er mest kendt for sin ishockeyklub af samme navn, der spiller i den Svenska hockeyligan (SHL; tidligere kaldet Elitserien). Siden 1981 har foreningen udover herreholdet haft et damehold, som også spiller i den højeste serie (Svenska damhockeyligan (SDHL)). Foreningen havde sin storhedstid mellem 1964 og 1980, hvor det lykkedes ishockeyholdet for herrer at blive svenske mestre 10 gange på 17 sæsoner.
Brynäs IF fokuserer også på talentudvikling, og deres talentklub ”Morgondagens Brynäsare” udvikler unge spillere til foreningens hold. Brynäs IF har også en ungdomsafdeling med cirka 200 unge, cirka 50 juniorspillere og et hockeygymnasium. Brynäs IF har leveret professionelle ishockeyspillere til klubber i Europa, USA og Canada.
Brynäs IF drives som en koncern med forenings- og arenaselskab. Koncernens virksomhed består af syv afdelinger: økonomi-, marked-, kommunikation-, ’En god start”, restaurant og ejendomsdrift. Koncernen har mere end 100 heltidansatte og involverer mere end dobbelt så mange, der arbejder som ekstrapersonale og voluntører under kampe og arrangementer i arenaen.
Monitor ERP Arena, hvor hjemmekampene spilles, hed tidligere Gavlerinken Arena (2014–2019), Läkerol Arena (2006–2014) og Gavlerinken (1967–2006).

## Ishockeyklubben Brynäs IF
Brynäs IF er herreishockeysektionen i Brynäs IF.

### Historie
Brynäs IF blev ligesom modenforeningen Brynäs IF grundlagt i 1912.
I sæsonen 1943/44 debuterede Brynäs IFs ishockeyklub for herrer i Sveriges højeste herredivision, der dengang (indtil 2005) hed Allsvenskan, og det som den første klub, der ikke stammede fra Stockholm- og Mälarregionen. Holdet kom tilbage i 1954/1955, røg derefter ud igen, kom tilbage i 1956/1957, røg ud igen og kom tilbage i 1960/1961. Fra og med sæsonen 1975/76 dannedes ud fra Allsvenskan en elitedivision, Elitserien, der i 2013 blev til SHL (medens resterne af Allsvenskan skiftede navn til Hockeyallsvenskan i 2006). Brynäs IF var med fra starten af Elitserien og er siden da aldrig røget ud af den højeste elitedivision. Dog har Brynäs IF to gange (1996 og 2008) været nede og vende i Kvalserien till Elitserien i ishockey, som i slutningen af sæsonerne 1975-2014 blev spillet for at afgøre, hvilke to hold, som skulle rykke op i SHL i den efterfølgende sæson.
Svenska hockeyligan består af 14 hold og grundserien spilles i 52 omgange, hvor alle hold møder hinanden i to hjemmekampe og to udekampe, og siden følger et slutspil med ti hold. Siden 1926 er vinderen af slutspillet blevet tildelt Le Mat-pokalen, og bliver sverigesmester.
Det første sverigesmesterskab (SM) for herrer blev vundet i sæsonen 1963/1964, og den seneste SM-titel kom i 2011/2012. I alt har Brynäs IF været svensk mester 13 gange: 1964, 1966, 1967, 1968, 1970, 1971, 1972, 1976, 1977, 1980, 1993, 1999 og 2012.
Sammenlagt har Brynäs IF næstflest SM-titler (13) efter Djurgården (16). Brynäs IF er (sammen med Färjestad BK) det hold, som har spillet flest sæsoner i Svenska hockeyligan (45 styk).

### Resultater for sæsonerne siden 1960
| Sæson     | Division            | Placering | Sverigesmesterskaber/Forårsserie                                    | Sverigesmesterskaber-finale/Kval                                |
| --------- | ------------------- | --------- | ------------------------------------------------------------------- | --------------------------------------------------------------- |
| 1960/1961 | Division I Södra    | 5         |                                                                     |                                                                 |
| 1961/1962 | Division I Södra    | 6         | Førsteplads i kvalificeringsserien                                  |                                                                 |
| 1962/1963 | Division I Södra    | 3         | Sjetteplads i Svenska mästerskapsserien                             |                                                                 |
| 1963/1964 | Division I Södra    | 2         | Førsteplads i Svenska mästerskapsserien                             | SM-guld                                                         |
| 1964/1965 | Division I Södra    | 2         | Andenplads i Svenska mästerskapsserien                              | SM-sølv                                                         |
| 1965/1966 | Division I Södra    | 1         | Sverigemesterskaberne: Besejrer Wifsta/Östrand og Leksand           | Sverigemesterskaberne-finale: Besejrer Västra Frölunda, SM-guld |
| 1966/1967 | Division I Södra    | 2         | Sverigemesterskaberne: Besejrer IFK Umeå och Modo                   | Sverigemesterskaberne-finale: Besejrer Västra Frölunda, SM-guld |
| 1967/1968 | Division I Södra    | 1         | Førsteplads i Svenska mästerskapsserien                             | SM-guld                                                         |
| 1968/1969 | Division I Södra    | 1         | Andenplads i Svenska mästerskapsserien                              | SM-sølv                                                         |
| 1969/1970 | Division I Norra    | 1         | Førsteplads i Svenska mästerskapsserien                             | SM-guld                                                         |
| 1970/1971 | Division I Norra    | 1         | Førsteplads i Svenska mästerskapsserien                             | SM-guld                                                         |
| 1971/1972 | Division I Norra    | 1         | Førsteplads i Svenska mästerskapsserien                             | SM-guld                                                         |
| 1972/1973 | Division I Norra    | 1         | Fjerdeplads i Svenska mästerskapsserien                             |                                                                 |
| 1973/1974 | Division I Norra    | 1         | Femteplads i Svenska mästerskapsserien                              |                                                                 |
| 1974/1975 | Division I          | 1         | Sverigemesterskaberne: Besejrer Timrå                               | Sverigemesterskaberne-finale: Taber mod Leksand, SM-sølv        |
| 1975/1976 | Elitserien          | 1         | Sverigemesterskaberne: Besejrer Skellefteå                          | Sverigesmesterskaberne-finale: Besejrer Färjestad, SM-guld      |
| 1976/1977 | Elitserien          | 1         | Sverigemesterskaberne: Besejrer Modo                                | Sverigemesterskaberne-finale: Besejrer Färjestad, SM-guld       |
| 1977/1978 | Elitserien          | 1         | Sverigemesterskaberne: Taber til AIK                                |                                                                 |
| 1978/1979 | Elitserien          | 7         |                                                                     |                                                                 |
| 1979/1980 | Elitserien          | 4         | Sverigemesterskaberne: Besejrer Leksand                             | Sverigemesterskaberne-finale: Besejrer Västra Frölunda, SM-guld |
| 1980/1981 | Elitserien          | 7         |                                                                     |                                                                 |
| 1981/1982 | Elitserien          | 8         |                                                                     |                                                                 |
| 1982/1983 | Elitserien          | 6         |                                                                     |                                                                 |
| 1983/1984 | Elitserien          | 8         |                                                                     |                                                                 |
| 1984/1985 | Elitserien          | 6         |                                                                     |                                                                 |
| 1985/1986 | Elitserien          | 4         | Sverigemesterskaberne: Slået ud af Färjestad                        |                                                                 |
| 1986/1987 | Elitserien          | 6         |                                                                     |                                                                 |
| 1987/1988 | Elitserien          | 10        |                                                                     |                                                                 |
| 1988/1989 | Elitserien          | 6         | Sverigesmesterskaberne: Besejrer Luleå, slået ud af Djurgården      |                                                                 |
| 1989/1990 | Elitserien          | 4         | Sverigesmesterskaberne: Besejrer Södertälje, slået ud af Färjestad  |                                                                 |
| 1990/1991 | Elitserien          | 8         | Sverigesmesterskaberne: Slået ud af Färjestad                       |                                                                 |
| 1991/1992 | Elitserien          | 3         | Sverigesmesterskaberne: Besejrer Västra Frölunda, slået ud af Malmö |                                                                 |
| 1992/1993 | Elitserien          | 2         | Sverigesmesterskaberne: Besejrer Leksand og Malmö                   | Sverigesmesterskaberne-finale: Besejrer Luleå, SM-guld          |
| 1993/1994 | Elitserien          | 2         | Sverigesmesterskaberne: Besejrer Västerås IK slået ud af Malmö      |                                                                 |
| 1994/1995 | Elitserien          | 5         | Sverigesmesterskaberne: Besejrer Leksand og Luleå                   | Sverigesmesterskaberne-finale: Taber mod HV71, SM-sølv          |
| 1995/1996 | Elitserien          | 12        | Førsteplads i Allsvenskan, Taber Allsvenska finalen mod Södertälje  | Førsteplads i kvalserien                                        |
| 1996/1997 | Elitserien          | 9         |                                                                     |                                                                 |
| 1997/1998 | Elitserien          | 5         | Sverigesmesterskaberne: Slået ud af Västra Frölunda                 |                                                                 |
| 1998/1999 | Elitserien          | 5         | Sverigesmesterskaberne: Besejrer Djurgården og Luleå                | Sverigesmesterskaberne-finale: Besejrer Modo, SM-guld           |
| 2000/2001 | Elitserien          | 3         | Sverigesmesterskaberne: Slået ud af Malmö IF                        |                                                                 |
| 2001/2002 | Elitserien          | 8         | Sverigesmesterskaberne: Slået ud af Färjestad BK                    |                                                                 |
| 2002/2003 | Elitserien          | 11        |                                                                     | Andenplads i kvalserien                                         |
| 2003/2004 | Elitserien          | 10        |                                                                     |                                                                 |
| 2004/2005 | Elitserien          | 11        |                                                                     | Andenplads i kvalserien                                         |
| 2005/2006 | Elitserien          | 7         | Sverigesmesterskaberne: Slået ud af Frölunda                        |                                                                 |
| 2006/2007 | Elitserien          | 6         | Sverigesmesterskaberne: Slået ud af HV71                            |                                                                 |
| 2007/2008 | Elitserien          | 12        |                                                                     | Førsteplads i kvalserien                                        |
| 2008/2009 | Elitserien          | 7         | Sverigesmesterskaberne: Slået ud af Färjestad                       |                                                                 |
| 2009/2010 | Elitserien          | 6         | Sverigesmesterskaberne: Slået ud af Djurgården                      |                                                                 |
| 2010/2011 | Elitserien          | 7         | Sverigesmesterskaberne: Slået ud af Färjestad                       |                                                                 |
| 2011/2012 | Elitserien          | 4         | Sverigesmesterskaberne: Besejrer Frölunda og Färjestad              | Sverigesmesterskaberne-finale: Besejrer Skellefteå, SM-guld     |
| 2012/2013 | Elitserien          | 8         | Sverigesmesterskaberne: Slået ud af Skellefteå                      |                                                                 |
| 2013/2014 | Svenska Hockeyligan | 4         | Sverigesmesterskaberne: Slået ud af Färjestad                       |                                                                 |
| 2014/2015 | Svenska Hockeyligan | 10        | Sverigesmesterskaberne: Besejrer Färjestad, slået ud af Skellefteå  |                                                                 |
| 2015/2016 | Svenska Hockeyligan | 10        | Sverigesmesterskaberne: Slået ud af Djurgården                      |                                                                 |
| 2016/2017 | Svenska Hockeyligan | 5         | Sverigesmesterskaberne: Besejrer Linköping og Frölunda              | Sverigesmesterskaberne-finale: Taber mod HV71, SM-sølv          |
| 2017/2018 | Svenska Hockeyligan | 10        | Sverigesmesterskaberne: Besejrer Luleå, slået ud af Växjö Lakers    |                                                                 |
| 2018/2019 | Svenska Hockeyligan | 11        |                                                                     |                                                                 |
| 2019/2020 | Svenska Hockeyligan | 12        |                                                                     |                                                                 |
| 2020/2021 | Svenska Hockeyligan | 13        |                                                                     | Play-out: Besejrer HV71                                         |

### Holdopstilling
(opdateret 20. december 2021)
| Nummer | Nationalitet | Navn               | Position | Samlehandske | Født | Kontrakt |
| ------ | ------------ | ------------------ | -------- | ------------ | ---- | -------- |
| 30     | Sverige      | Samuel Jonsson     | Målmand  | V            | 2003 | Junior   |
| 35     | Finland      | Veini Vehviläinen  | Målmand  | V            | 1997 | 21/22    |
| 2      | Sverige      | Kristofer Berglund | Back     | V            | 1988 | 21/22    |
| 63     | Sverige      | Julius Bergman     | Back     | H            | 1995 | 22/23    |
| 15     | Sverige      | Simon Bertilsson   | Back     | V            | 1991 | 23/24    |
| 7      | Sverige      | Marcus Björk       | Back     | H            | 1997 | 21/22    |
| 5      | Canada       | Chay Genoway       | Back     | V            | 1986 | 21/22+1  |
| 62     | Sverige      | Tom Hedberg        | Back     | V            | 1999 | 21/22    |
| 73     | Sverige      | Theo Lindstein     | Back     | V            | 2005 | Junior   |
| 9      | Sverige      | Anton Mylläri      | Back     | V            | 1991 | 21/22+1  |
| 29     | Sverige      | Oscar Birgersson   | Forward  | V            | 2000 | 22/23    |
| 44     | Sverige      | Nicklas Danielsson | Forward  | H            | 1984 | 21/22    |
| 34     | Sverige      | Oscar Eklind       | Forward  | V            | 1998 | 22/23    |
| 10     | Sverige      | Noel Gunler        | Forward  | H            | 2001 | 21/22    |
| 28     | Sverige      | Oskar Kvist        | Forward  | V            | 2001 | 21/22    |
| 24     | Sverige      | Emil Molin         | Forward  | V            | 1993 | 21/22    |
| 95     | Danmark      | Nick Olesen        | Forward  | V            | 1995 | 22/23    |
| 20     | Finland      | Oula Palve         | Forward  | V            | 1992 | 21/22    |
| 22     | Sverige      | Adam Pettersson    | Forward  | V            | 1992 | 21/22    |
| 18     | Sverige      | Anton Rödin        | Forward  | V            | 1990 | 23/24    |
| 51     | Finland      | Tomi Sallinen      | Forward  | V            | 1989 | 21/22    |
| 41     | Canada       | Greg Scott         | Forward  | H            | 1988 | 21/22    |
| 88     | Sverige      | Dmytro Timashov    | Forward  | V            | 1996 | 22/23    |
| 36     | Sverige      | Linus Ölund        | Forward  | V            | 1997 | 22/23    |

### Tidligere spillere
| - Niklas Anger - Kenneth Bergquist - Tom Bissett - Pavel Brendl - Lars Bylund - Nicklas Bäckström - Stefan Canderyd - Anders "Masken" Carlsson - Andreas Dackell - Hans Dahllöf - Pär Djoos - Mattias Ekholm - Lars-Erik Ericsson - Jan "Lill-Janne" Eriksson - Lenny Eriksson - Anders Gozzi - Inge Hammarström | - Lars Hedenström - Anders Huss - Lennart "Tigern" Johansson - Jonas Johnson - Kjell "Kulan" Jonsson - Martin Karlsson - Stefan "Lill-Prosten" Karlsson - Bertil "Masen" Karlsson - Heimo Klockare - Stefan Klockare - Petri Kokko - Kristián Kudroč - Roger Kyrö - Johan Larsson - Jan Larsson - Peter Larsson - Hans "Virus" Lindberg | - Anders Lindbäck - Lennart "Huppa" Lindh - Lars-Gunnar "Krobbe" Lundberg - Tord Lundström - Jan-Erik Lyck - William Löfqvist - Jacob Markström - Tommy Melkersson - Ove Molin - Mathias Månsson - Tony Mårtensson - Lars-Göran Nilsson - Mats Näslund - Stefan Persson - Chris Phillips - Brian Rafalski - Daniel Rudslätt | - Börje Salming - Stig Salming - Tomas Sandström - Conny Silfverberg - Jakob Silfverberg - Jan-Erik Silfverberg - Lars-Åke Sivertsson - Tommy Sjödin - Daniel Sperrle - Michael Sundlöv - Lennart "Lill-Strimma" Svedberg - Kimmo Timonen - Niclas Wallin - Tyler Arnason - Håkan Wickberg - Niklas Wikegård - Stig Östling |

### "Tröjor i taket" og pensionerede numre
Brynäs IF har for nylig hædret ni spillere med "tröjor i taket" (spillerens trøje hejses op i loftet som en vægdekoration), hvoraf to med ""pensionerede numre" (en måde at hylde spillere, der har afsluttet deres aktive karriere, er ved at pensionere deres trøjenummer)
| Nummer | Pensioneret | Navn                           | År   |
| ------ | ----------- | ------------------------------ | ---- |
| 6      | Ja          | Tord Lundström                 | 1979 |
| 12     | Nej         | Håkan Wickberg                 | 2008 |
| 4      | Nej         | Lennart "Tigern" Johansson     | ?    |
| 10     | Nej         | Lars-Göran Nilsson             | 2008 |
| 14     | Nej         | Stig "Stygge Stigge" Salming   | 2009 |
| 18     | Nej         | Stefan "Lill-Prosten" Karlsson | 2009 |
| 1      | Nej         | William "Wille" Löfqvist       | 2009 |
| 26     | Ja          | Anders Huss                    | 2011 |
| 11     | Nej         | Hans "Virus" Lindberg          | 2013 |

### Trænere
| År        | Hovedtræner                |
| --------- | -------------------------- |
| 1943–1944 | Axel Svensson              |
| 1954–1957 | Conny Eriksson             |
| 1960–1961 | Arne Backman               |
| 1961–1963 | Nils "Katten" Bergström    |
| 1963–1966 | Herbert Pettersson         |
| 1966–1967 | Börje Mattsson             |
| 1967–1969 | Nils "Katten" Bergström    |
| 1969–1977 | Tommy Sandlin              |
| 1977–1979 | Rolf Andersson             |
| 1979–1980 | Lennart "Tigern" Johansson |
| 1980–1981 | Tord Lundström             |
| 1981–1982 | Lennart "Tigern" Johansson |
| 1982–1987 | Stig Salming               |
| 1987–1988 | Tord Lundström             |
| 1988–1991 | Staffan Tholson            |
| 1991–1996 | Tommy Sandlin              |
| 1996–1998 | Göran "Flygis" Sjöberg     |
| 1998–2002 | Roger Melin                |
| 2002–2003 | Esko Nokelainen            |
| 2003–2004 | Gunnar Persson             |
| 2004      | Tomas Jonsson              |
| 2004–2005 | Roger Kyrö                 |
| 2005      | Wayne Fleming              |
| 2005–2008 | Leif Boork                 |
| 2007–2008 | Olof Östblom               |
| 2008–2011 | Niklas Czarnecki           |
| 2011–2015 | Tommy Jonsson              |
| 2015–2017 | Thomas "Bulan" Berglund    |
| 2017      | Roger Melin                |
| 2017–2018 | Tommy Sjödin               |
| 2018–2020 | Magnus Sundquist           |
| 2020–2021 | Peter Andersson            |
| 2021      | Josef Boumedienne          |
| 2021-     | Mikko Manner               |

### Top målscorere
Top 10 Brynäs IF målscorere i SHLs historie. Tallene er fra 21. december 2021.
| Spiller            | Position | Kampe spillet | Mål | Assists | Point | Point per kamp | Periode   | Antal år |
| ------------------ | -------- | ------------- | --- | ------- | ----- | -------------- | --------- | -------- |
| Tord Lundström     | F        | 409           | 301 | 258     | 559   | 1.34           | 1963-1979 | 15       |
| Lars-Göran Nilsson | F        | 425           | 273 | 257     | 530   | 1.25           | 1964-1979 | 15       |
| Håkan Wickberg     | F        | 363           | 253 | 241     | 494   | 1.36           | 1958-1975 | 17       |
| Ove Molin          | F        | 768           | 190 | 294     | 484   | 0.63           | 1991-2010 | 18       |
| Jan Larsson        | F        | 592           | 187 | 277     | 464   | 0.79           | 1983-2003 | 16       |
| Stefan Karlsson    | F        | 428           | 252 | 140     | 392   | 0.92           | 1964-1981 | 16       |
| Anders Huss        | F        | 574           | 189 | 183     | 372   | 0.65           | 1983-1999 | 15       |
| Andreas Dackell    | F        | 524           | 132 | 217     | 349   | 0.67           | 1990-2012 | 14       |
| Hans Lindberg      | F        | 246           | 209 | 105     | 314   | 1.28           | 1961-1972 | 11       |
| Tommy Sjödin       | F        | 675           | 116 | 197     | 313   | 0.46           | 1986-2008 | 15       |

### Trofæer og priser

#### Hold
Le Mat-pokalen
- 1963–64, 1965–66, 1966–67, 1967–68, 1969–70, 1970–71, 1971–72, 1975–76, 1976–77, 1979–80, 1992–93, 1998–99, 2011–12

#### Individuelle spillere
Årets træner
- Tommy Sandlin: 1991–92, 1992–93
- Roger Melin: 1998–99

Guldhjälmen
- Jan Larsson: 1998–99
- Jakob Silfverberg: 2011–2012

Guldpucken
- Håkan Wickberg: 1970–71
- William Löfqvist: 1971–72
- Stig Östling: 1974–75
- Mats Näslund: 1979–80
- Tommy Sjödin: 1991–92

Håkan Loob Trophy
- Kenneth Andersson: 1983–84
- Evgeny Davydov: 1996–97
- Tom Bissett: 1998–99
- Jan Larsson: 1999-00

Honken-trofæet
- Johan Holmqvist: 2005–06
- Jacob Markström: 2009–10

Rinkens Riddare
- Lars Bylund: 1968–69
- Håkan Wickberg: 1969–70
- Jan-Erik Lyck: 1971–72

Årets nye spiller
- Nicklas Bäckström: 2005–06
- Jacob Markström: 2009–10
- Mattias Ekholm: 2010–11
- Johan Larsson:2011-12

## Ishockeyklubben Brynäs IF Dam
Brynäs IF Dam er ishockeysektionen for kvinder i Brynäs IF. Brynäs IF Dam blev grundlagt i 1998 og spiller ligesom herreholdet på Monitor ERP Arena i Gävle.

### Historie
Siden 2008 har Brynäs IF Dam spillet i den højeste liga, der fra 2008-2016 hed Riksserien, og fra sæsonen 2016/2017 skiftede navn til Svenska damhockeyligan (SDHL).
Holdet opnåede sejre i Riksseriens grundserie 2010/2011. Mellem 2010 og 2013 avancerede klubben til Riksseriens slutspilsfinaler fire sæsoner i træk (2010, 2011, 2012 og 2013), og sluttede på andenpladsen hver gang.
Holdet sluttede igen på andenpladsen i sæsonen 2020/2021 med i alt 88 point. Holdet havde været ubesejret indtil de tabte 5-3 i finalen til Linköping HC. Pointligavinderen blev som året før Lara Stalder, der i sæsonen 2020/2021 slog den samlede pointrekord med 82 point i alt. Den gyldne hjelm for MVP (Most Valuable Player/Mest Värdefulla Spelare) blev vundet i sæsonen 19/20 af Lara Stalder og sæsonen 20/21 af Kateřina Mrázová.
Holdets hjemmefarver er sorte trøjer med et rød-gult bærestykke og udebanetrøjerne er hvide med et gul-rødt bærestykke. I 2014 afslørede klubben nye trøjer, der, som de eneste i Europa, var fuldstændig reklamefri.

### Resultater for sæsonerne efter 2016
Forkortelser: Slut = Rank at end of regular season; GP = Kampe spillet, W = Sejre (3 point), OTW = Overtidssejre(2 point), OTL = Overtidstab (1 point), L = Tab, GF = Mål scoret af holdet, GA = Mål imod holdet, Pts = Point, Top scorer: Point (Mål+Assists) (Assists er antal mål en spiller har hjulpet til med at score).
| Sæson   | Liga       | Regulær sæson | Regulær sæson | Regulær sæson | Regulær sæson | Regulær sæson | Regulær sæson | Regulær sæson | Regulær sæson | Regulær sæson | Regulær sæson                       | Post sæson resultater                |
| Sæson   | Liga       | Slut          | GP            | W             | OTW           | OTL           | L             | GF            | GA            | Pts           | Top scorer                          | Post sæson resultater                |
| ------- | ---------- | ------------- | ------------- | ------------- | ------------- | ------------- | ------------- | ------------- | ------------- | ------------- | ----------------------------------- | ------------------------------------ |
| 2015-16 | Riksserien | 7. plads      | 36            | 13            | 3             | 3             | 17            | 69            | 107           | 48            | Sverige Angelica Östlund 27 (11+16) | Tabte kvartfinalen mod Luleå HF/MSSK |
| 2016-17 | SDHL       | 6. plads      | 36            | 14            | 4             | 3             | 15            | 78            | 97            | 53            | Sverige Anna Borgqvist 36 (14+22)   | Tabte kvartfinalen mod Luleå HF/MSSK |
| 2017-18 | SDHL       | 8. plads      | 36            | 9             | 3             | 1             | 23            | 58            | 121           | 34            | Sverige Anna Borgqvist 23 (8+15)    | Tabte kvartfinalen mod Luleå HF/MSSK |
| 2018-19 | SDHL       | 7. plads      | 36            | 12            | 1             | 2             | 21            | 71            | 107           | 40            | Sverige Erika Grahm 30 (11+19)      | Tabte kvartfinalen mod Modo Hockey   |
| 2019-20 | SDHL       | 3. plads      | 36            | 21            | 4             | 3             | 8             | 140           | 99            | 74            | Schweiz Lara Stalder 71 (42+29)     | Tabte semifinalen imod Luleå HF/MSSK |
| 2020-21 | SDHL       | 2. plads      | 36            | 28            | 1             | 2             | 5             | 168           | 76            | 88            | Schweiz Lara Stalder 82 (31+51)     | Tabte finalen imod Luleå HF/MSSK     |

### Holdopstilling 2021–22
(opdateret 22. december 2021)
Note: C = Centre; En forward position for en spiller, der primært spiller på midten af isen; W = Winger; En forward position for en spiller, der primært spiller på flankerne (LW og RW = hhv. venstre og højre winger); D = Defenceman; En spiller, hvis primære rolle er at forhindre modstanderen i at score.
| Nummer | Nationalitet    | Navn                 | Position | Samlehandske | Født | Kontrakt |
| ------ | --------------- | -------------------- | -------- | ------------ | ---- | -------- |
| 28     | Sverige         | Jenny Antonsson      | LW/C     | V            | 2001 | 2021     |
| 9      | Sverige         | Josefin Bouveng      | C        | V            | 2001 | 2020     |
| 23     | Sverige         | Emma Forsgren        | D        | V            | 2002 | 2019     |
| 30     | Sverige         | Felicia Frank        | G        | V            | 2005 | 2021     |
| 17     | Canada          | Jaycee Gebhard       | C        | V            | 1997 | 2020     |
| 35     | Sverige         | Ellen Jonsson        | G        | V            | 1998 | 2013     |
| 7      | Tjekkoslovakiet | Samantha Kolowratová | D        | H            | 1996 | 2021     |
| 41     | Tjekkoslovakiet | Denisa Křížová       | F        | V            | 1994 | 2019     |
| 89     | Sverige         | Stella Lindell       | F        | V            | 2005 | 2021     |
| 35     | Finland         | Rosa Lindstedt       | D        | V            | 1988 | 2020     |
| 77     | Sverige         | Sofia Ljung          | D        | V            | 2004 | 2020     |
| 21     | Sverige         | Hilda Ljungberg      | C        | V            | 2005 | 2021     |
| 94     | Østrig          | Anna Meixner         | F        | V            | 1994 | 2020     |
| 16     | Tjekkoslovakiet | Kateřina Mrázová     | C        | V            | 1992 | 2019     |
| 18     | Sverige         | Emma Murén           | W        | V            | 1998 | 2019     |
| 1      | Finland         | Eveliina Mäkinen     | G        | V            | 1995 | 2021     |
| 2      | Sverige         | Maja Nylén           | D        | H            | 2000 | 2019     |
| 15     | Schweiz         | Lara Stalder         | C        | H            | 1994 | 2019     |
| 5      | Sverige         | Ebba Strandberg      | D        | V            | 1997 | 2020     |
| 22     | Sverige         | Hanna Thuvik         | C/LW     | V            | 2002 | 2020     |
| 57     | Sverige         | Maja Ålenius         | D        | V            | 2005 | 2021     |

### Top målscorere
Top 10 Brynäs IF Dam målscorere i SDHLs historie. Tallene er fra 22. december 2021.
Note: Assists er mål som en spiller har hjulpet til med at score; C = Centre; En forward position for en spiller, der primært spiller på midten af isen; W = Winger; En forward position for en spiller, der primært spiller på flankerne (LW og RW = hhv. venstre og højre winger); D = Defenceman; En spiller, hvis primære rolle er at forhindre modstanderen i at score;      = 2021–22 Brynäs IF spiller.
| Nationalitet    | Spiller           | Position | Kampe spillet | Mål | Assists | Point | Point per kamp |
| --------------- | ----------------- | -------- | ------------- | --- | ------- | ----- | -------------- |
| Sverige         | Angelica Östlund  | C        | 310           | 116 | 132     | 248   | 0.80           |
| Sverige         | Anna Borgqvist    | C/W      | 188           | 85  | 103     | 183   | 1.00           |
| Schweiz         | Lara Stalder      | C/D      | 72            | 73  | 80      | 153   | 2.12           |
| Sverige         | Karin Johansson   | W        | 150           | 69  | 79      | 148   | 0.99           |
| Norge           | Henriette Sletbak | W        | 133           | 55  | 59      | 114   | 0.85           |
| Tjekkoslovakiet | Kateřina Mrázová  | C        | 63            | 38  | 76      | 114   | 1.81           |
| Sverige         | Angelica Lorsell  | C        | 138           | 47  | 65      | 112   | 0.81           |
| Sverige         | Emma Eliasson     | D        | 99            | 59  | 46      | 105   | 1.06           |
| Sverige         | Lina Bäcklin      | D        | 269           | 33  | 63      | 96    | 0.35           |
| Sverige         | Erika Grahn       | W/C      | 97            | 29  | 60      | 89    | 0.91           |

### Trænergruppe og supportpersonale
- Hovedtræner: Henrik Glaas[38]
- Assisterende træner: Filip Eriksson
- Assisterende træner: Andreas Östlund
- Målvagtstræner: Johan Ryman
- Målvagtstræner: Henning Sohlberg
- Videotræner/analytiker: Georgina Farman
- Conditioning Coach: Oliver Lindholm
- Konditionstræner: Ove Molin
- Materialeforvaltere: Per Lindholm & Tony Lundkvist
- Behandling: Pär Thures

### Holdkaptajner
- Karin Johansson, 2009–10
- Joa Elfsberg, 2010–11
- Karin Johansson, 2012–13
- Angelica Östlund, 2013–2018
- Erika Grahm, 2018–2021
- Rosa Lindstedt, 2021–

### Hovedtrænere
- Johnny Pedersen, 2002–03
- Lars Landström, 2007–2009
- Magnus Grönlund, 2009–2012
- Henrik Orevik, 2012–2015
- Madeleine Östling, 2015–2017
- Åke Lilljebjörn, 2017–18
- Magnus Carlsson, 2018–19
- Henrik Glaas, 2019–

## Fodboldklubben Brynäs IF
Brynäs Idrottsförenings Fotbollsklubb (Brynäs IF FK) er fodboldsektionen i Brynäs IF, og blev ligesom idrætsforeningen grundlagt i 1912. Brynäs IF FK har vundet det svenske mesterskab én gang, 1925, og er indtil videre det eneste hold fra det svenske landskab Norrland, der har vundet svensk mesterskabsguld i herrefodbold. Brynäs IF har også spillet en enkelt sæson i Sveriges højeste division Allsvenskan (1974).
Brynäs-spillere, der har spillet på det svenske fodboldlandshold, er Anders Ahlström, Stefan "luvan" Andersson og Mats Olausson.

### Historie
I 1917 vandt klubben sin første pokalsejr, Gävle Cup, og der blev oprettet junior- og damehold. I 1925 blev foreningen svenske mestre efter at have besejret Linköping-holdet BK Derby 4-2 i den svenske mesterskabsfinale på Strömvallen.
I 1941 vandt klubben Östsvenska serien (Division 3) og i 1947 gennemførte de en turne i Danmark. I løbet af 1940'erne vandt de på juniorsiden tre distriktsmesterskaber.
I 1956 vandt de Division IV. I 1964 vandt de ”Division 3 södra Norrland” og i 1965 placerede de sig midt i Division 2.
I 1974 spillede klubben i den svenske Allsvenskan. Brynäs IF FK vandt kun to kampe og spillede uafgjort i otte. Holdet placerede sig som det fjortende og sidste hold og klubben rykkede ned i Division 2. I 1978 rykkede holdet ned fra Division 2 til Division 3.
Senere i 1978 godkendtes en sammenlægning mellem fodboldsektionerne i Brynäs IF og Gefle IF, således at begge klubber i en treårig periode økonomisk og organisatorisk støttede samlede fodboldaktiviteter i et hold med navnet Gefle IF / Brynäs. I 1979 vandt Gefle IF / Brynäs Division 3, men i 1981 ophørte samarbejdet med Gefle IF. I 1982 begynder fodboldklubben Brynäs IF forfra i Division 7.
I 1992 avancerede fodboldklubben til Division 3. I 2001 vandt klubben Division 3 og var for første gang i 25 år tilbage i Division 2.
I sæsonen 2009 sluttede Brynäs på en niendeplads i Division 3 Södra Norrland og undgik at rykke ned takket være en bedre målscore end det andet hold, der lå på vippen, IF Tunabro.
I sæsonen 2011 havnede Brynäs IF FK sidst i Division 3 og spillede i Division 4 fra 2012.